# Съставките на живота
„Съставките на живота“ (на китайски: 飲食男女) е тайвански филм от 1994 година, трагикомедия на режисьора Анг Лий по негов сценарий в съавторство с Джеймс Шеймъс и Уан Хуейлин.
Действието се развива в Тайпе от 90-те години на XX век и описва промените в личния живот на възрастен майстор-готвач и неговите три дъщери, готвещи се да напуснат дома му. Главните роли се изпълняват от Лан Сюн, Джаклин У, Уан Юуън, Ян Гуеймей.
„Съставките на живота“ е номиниран за наградите „Оскар“ и „Златен глобус“ и за наградата на БАФТА за чуждоезичен филм.